# 葛渔城镇
葛渔城镇，是中华人民共和国河北省廊坊市安次区下辖的一个乡镇级行政单位。 区域面积80.61平方千米。

## 行政区划
葛渔城镇下辖以下地区：
边坟村、豆佃窑村、六百地村、杨家场村、孟坟村、于堤村、葛渔城南街村、葛渔城西街村、葛渔城北街村、葛渔城东街村、木口南街村、木口北街村、新立村、唐坟村、班窑村、冀民屯村、苏窑村、杜场村、马柳村、霍场村、卢家堡村、黄漕村、景尔头村、老堤头村、段家场村、张家场村、小马场村、蔺家场村、南堤村、孙坨村、佟庄村、张坨村、九家堡村、郭场村、下官村和辛庄子村。